# Агнесса Бабенбергская
Агне́сса Ба́бенбе́ргская (нем. Agnes von Babenberg, пол. Agnieszka Babenberg; между 1108 и 1113 — 24/25 января 1163, Альтенбург, Священная Римская империя) — австрийская принцесса из дома Бабенбергов, дочь святого Леопольда III, маркграфа Австрии; в замужестве — великая княгиня Польская и княгиня Силезская.

## Биография

### Происхождение
Агнесса Бабенбергская родилась между 1108 и 1113 годами. Место её рождения не известно. По материнской линии она происходила из Салической династии, представители который правили Священной Римской империей с 1024 по 1125 год. Последним императором из этой династии стал дядя её матери, император Генрих V, который умер, не оставив потомства.
Агнесса была единоутробной сестрой Фридриха II, герцога Швабского и Конрада III, короля Германии с 1138 года. Оба брата родились в первом браке её матери от Фридриха I, герцога Швабского. Одна из сестёр Агнессы, Юдитта, вышла замуж за Вильгельма V, маркграфа Монферратского, а одним из братьев был Отто, епископ Фрайзинга, известный средневековый летописец.
Другой летописец, Винцент Кадлубек, епископ Кракова, описал Агнессу, как очень амбициозную, энергичную женщину, гордившуюся происхождением. В своей летописи он назвал её «тигрицей» (пол.  tygrysicą).

### Династический брак
Болеслав III Кривоустый, великий князь Польский, чтобы защитить суверенитет своего государства от Лотаря III Супплинбургского, избранного в 1125 году императором Священной Римской империи, заключил союз с домами Бабенбергов и Гогенштауфенов. Оба дома находились в родстве с угасшей Салической династией и были естественными соперниками нового императора. Для того, чтобы закрепить этот союз, был заключён династический брак между старшим сыном Болеслава III, Владиславом Польским и Агнессой Бабенбергской. Свадьба состоялась около 1125 года. В качестве свадебного подарка великий князь Польский подарил молодожёнам княжество Силезское.

### Великая княгиня
Болеслав III умер 28 октября 1138 года. В своем завещании он разделил Польшу между своими сыновьями. Старшему сыну принадлежала верховная власть в государстве. Под именем Владислава II он стал великим князем Польским, а его супруга – великой княгиней. В дополнение к Силезии, великий князь унаследовал Сеньорат, который включал Малую Польшу, восточную часть Великой Польши и западную часть Куявии, а также власть над Померанией. Его сводные братья – Болеслав IV, Мешко III и Генрих, получили наследственные феодальные владения, как младшие князья. Кроме того, к Владиславу II отошла Ленчица, завещанная Болеславом III своей вдове, Саломее фон Берг на содержание с условием возвращения территории в Сеньорат после смерти вдовствующей великой княгини.
Подстрекаемый супругой, Владислав II решил объединить под своей властью всё государство. Он стал притеснять своих младших братьев. Предание приписывает великой княгине опалу известного воеводы Петра Властовича, поддержавшего младших князей. Она уговаривала мужа казнить его, но вместо этого, великий князь ослепил воеводу, лишил его слуха и отправил в изгнание.

### Изгнание
Жестокое правление Владислава II и Агнессы настроило против них большую часть подданных, объединившихся вокруг младших князей. В начале 1146 года великий князь потерпел поражение в битве при Познани. Он бежал в Богемию, в то время как Агнесса с детьми осталась в Кракове , где в течение некоторого времени поддерживала сопротивление в замке Вавель. Отстоять город не получилось, и, вслед за мужем, великая княгиня с детьми отправилась в изгнание в Богемию.
Некоторое время они пользовались гостеприимством чешского князя. Затем сводный брат Агнессы, Конрад III, король Германии, предоставил им резиденцию в Альтенбурге. В 1146 году начался германский военный поход против польских младших князей. Но из-за выхода из берегов реки Одер и давления на Конрада III со стороны маркграфов Альберта Медведя и Конрада, экспедиция провалилась.
Неудача не сломила Агнессу. Она обратилась за помощью к папе Евгению III, который на Реймском соборе 1148 года призвал младших князей вернуть власть старшему брату. Он также отправил к ним своего легата, когда же те не поддержали возвращения Владислава II, папа наложил на Польшу интердикт. Однако его действия не привели к желаемому результату, потому, что часть духовенства поддерживала младших князей и проигнорировала требование папы.
После смерти в 1152 году Конрада III, ему наследовал племянник, Фридрих Барбаросса. При поддержке своей тёти, в 1157 году новый германский король начал поход против Польши. Кампания увенчалась успехом, но вместо восстановления прав Владислава II император объявил своим вассалом великого князя Болеслава IV. Он заставил его, в качестве компенсации Владиславу II, пообещать вернуть княжество Силезское сыновьям Владислава. После этого Агнесса прекратила борьбу за польский трон.

### Смерть
Владислав II остался в Альтенбурге. Здесь он скончался 30 мая 1159 года. Агнесса Бабенбергская умерла между 24 и 25 января 1163 года. Она не вернулась в Силезию с сыновьями, когда те в 1163 году были восстановлены в своих правах. Агнесса была похоронена в цистерцианском аббатстве Профта близ Наумбурга на реки Заале.

## Дети
В браке с Владиславом II у Агнессы Бабенбергской родились дочь и четыре сына:
- Болеслав I Долговязый (1127—1201), с 1163 года князь Силезии;
- Мешко I Плясоногий (1131/46—1211), с 1163 формальный соправитель князя Силезского, с 1173 князь Ратибора, с 1177 — Бытома и Освенцима, с 1202 — Оппельна, с 1210 — Кракова
- Рихеца Силезская  (1140 — 16.06.1185), сочеталась первым браком в 1152 году с Альфонсо VII, королём Галисии, Кастилии и Леона, вторым браком в 1162 году с Раймундом Беренгером II (III), графом Прованса и третьим браком в 1167 году с Альбертом III, графом фон Эверштейн;
- Конрад Тонконогий (1146/57—1180/1190), с 1177 князь Глогува;
- Альберт (ок. 1156 — ок. 1168/78).